# Michaił Wielikanow
Michaił Dmitriewicz Wielikanow, ros. Михаил Дмитревич Великанов (ur. 27 grudnia 1892?/8 stycznia 1893 w Nikolskoje w guberni riazańskiej, zm. 27 lipca 1938 w Moskwie) – komandarm II rangi Armii Czerwonej. 

## Życiorys
Urodzony w rodzinie cerkiewnego psalmisty. Był nauczycielem domowym. W wojsku carskim od 1914. Ukończył Szkołę Chorążych w 1915. Uczestnik I wojny światowej. Nagrodzony za walki kilkoma orderami. 
W Armii Czerwonej od lutego 1918. Dowodził kompanią, batalionem, pułkiem, 1 Brygadą Dywizji Żelaznej. Walczył z białymi o Symbirsk pełniąc obowiązki dowódcy 25 Dywizji Strzeleckiej. Był dowódcą Ufińskiej Grupy Wojsk, dowódcą obrony Orenburga, potem dowódcą 20 Dywizji Strzeleckiej i dowódcą Grupy Uderzeniowej 10 Armii. 
Po wojnie domowej na wysokich stanowiskach dowódczych. W partii od 1924. Od grudnia 1933 dowódca Środkowoazjatyckiego Okręgu Wojskowego, od czerwca 1937 Zabajkalskiego Okręgu Wojskowego. W listopadzie 1935 roku został mianowany komkorem, a 15 czerwca 1937 roku komandarmem II rangi. 
27 listopada 1937 usunięty ze stanowiska, 20 grudnia aresztowany za szpiegostwo i udział w terrorystycznej organizacji kontrrewolucyjnej. Skazany i w tym samym dniu rozstrzelany. Rehabilitowany 1 września 1956 roku.
Odznaczony: Orderem Czerwonego Sztandaru, Czerwonego Sztandaru Azerbejdżanu i Czerwonego Sztandaru Armenii.